# Ironbound
Ironbound è il quindicesimo album studio della thrash metal band statunitense Overkill, prodotto dalla Nuclear Blast Records e pubblicato in Europa il 29 gennaio 2010.

## Il disco
Dopo più di due anni dall'uscita di Immortalis, pubblicato nell'autunno del 2007, il disco è la loro prima uscita con le etichette Nuclear Blast ed E1 Music (per la pubblicazione negli USA).

## Tracce
Testi e musiche di D.D. Verni e Bobby "Blitz" Ellsworth.
1. The Green and Black – 8:14
2. Ironbound – 6:35
3. Bring Me the Night – 4:18
4. The Goal Is Your Soul – 6:43
5. Give a Little – 4:44
6. Endless War – 5:43
7. The Head and Heart – 5:13
8. In Vain – 5:15
9. Killing for a Living – 6:16
10. The SRC – 5:03

Durata totale: 58:04

## Formazione
- Bobby "Blitz" Ellsworth - voce
- Dave Linsk - chitarra
- Derek Tailer - chitarra
- D.D. Verni - basso
- Ron Lipnicki - batteria